# Pepe Aguilar
José Antonio Aguilar Jiménez (San Antonio, Texas, 1968), é um cantor de música rancheira mexicano nascido nos Estados Unidos. 
Seu pai, Antônio Aguilar, durante um momento difícil de sua carreira, viajava por diversos países da América Latina, Porto Rico e Estados Unidos da América, onde Pepe nasceu. Com o êxito de seu pai, Pepe assistia aos concertos dele e periodicamente cantava com seu pai nos palcos ao vivo. Como adolescente, Aguilar era um aficionado pela música rock, ao ponto de fundar sua própria banda, chamada “Equs”. A banda não durou muito tempo, sem ao menos realizar seu primeiro CD.
Em 1990, Aguilar lançou sua carreira solo com o álbum, Drums with Pepe Aguilar (“Pepe Aguilar com Conga”). Com o álbum, ganhou certa fama no México e América Latina. Em 1998, Aguilar lançou o disco "Por Mujeres Como Tu", o qual permaneceu na lista Billboard por 52 semanas  chegou a vender dois milhões de cópias ao redor do mundo. Billboard lhe concedeu  um prêmio a Aguilar por lancar a “pista latina quente do ano” de 1998. Em 2000, Aguilar lançou o álbum Debido A Una Mujer Hermosa, vencedor de um Grammy latino. Aguilar foi indicado nove vezes para os prêmios Grammy. Também foi indicado para outros prêmios em várias ocasiões. Em 2002, Aguilar foi o primeiro cantor mexicano a cantar no lendário Hollywood Bowl de Los Angeles, Califórnia. Também foi o primeiro hispano a cantar no teatro Kodac de Los Ángeles. Em 15 de setembro de 2003, celebrou o dia da Independência do México, recebendo as chaves (simbólicas) da cidade de Los Angeles, como anteriormente já havia recebido seu pai. Um número estimado de 20.000 pessoas assistiram à  cerimônia. Em 2016, foi indicado ao Grammy Latino de Gravação do Ano por sua canção "Cuestión de Esperar".